# Rosmilda Quiñones Fajardo
Rosmilda Quiñones Fajardo (Magüi-Payan, 23 de junio de 1950) es una partera colombiana y fundadora de la Asociación de Parteras Unidas del Pacífico, ASOPARUPA, logrando con su dedicación que en 2016 la partería afrocolombiana fuera declarada patrimonio cultural inmaterial de Colombia y el 6 de diciembre de 2023, la 'Partería, como conocimientos, habilidades y prácticas' fue declarada Patrimonio Cultural Inmaterial de la Humanidad por la UNESCO.

## Trayectoria
Rosmilda Quiñones Fajardo, también conocida cariñosamente por el nombre de Minda, es una maestra partera tradicional y matrona, que trabaja y defiende para preservar una de las artes más ancestrales y bellas de la Costa Pacífica, como es la partería.
Nació en Magüi-Payan (Nariño) el 23 de junio de 1950, de formación académica Auxiliar en Enfermería del Instituto para el Desarrollo Integral de la Salud (IDEINSA) La Academia, Palmira Valle del Cauca. Se casó con su compañero de luchas Héctor Angulo y se trasladó a vivir a la población de Buenaventura ubicada en orillas de la Bahía de Buenaventura en el océano Pacífico. 

Colombia - Valle del Cauca - Buenaventura

Durante años se reunía todos los sábados en su casa del barrio La Independencia, en Buenaventura, con unas 20 parteras de aquel entonces para enseñar, proteger la vida e impedir las violencias durante el parto.
Reunió un grupo de parteras y las organizó. Las censó, las carnetizó, es decir las dotó de un carnet identificativo. Estableció una tabla de tarifas para que lograran dignificar su oficio. Les asignó tareas. y distribuyó los barrios donde ejercer su oficio.
En un artículo para el Fondo de Población de las Naciones Unidas, Rosmilda aseguró que: “Quise ser partera porque vi la necesidad del rescate, conservación y transmisión de esos saberes culturales y ancestrales que estaban prácticamente perdidos, porque una partera atendía un parto y lo primero que le decía a la mujer es yo le atiendo el parto, pero no vaya a decir que yo la atendí, las parteras tenían miedo de que la medicina occidental se diera cuenta que estaban atendiendo partos”.
Su tesón y su trabajo logró el reconocimiento de la partería ancestral y de las parteras, llegando a ser reconocido como Patrimonio Cultural Inmaterial de la Humanidad de la Unesco.  

## Actividad profesional y cargos ocupados
Rosmila Quiñones Fajardo, fue la fundadora en 1991 de la Asociación de Parteras Unidas del Pacífico (ASOPARUPA), la asociación surgió como respuesta a la exclusión que sufrían las parteras tradicionales, para enseñar y difundir el oficio de la partería. El trabajo llevado cabo por la asociación ha sido motivo de estudio en tesis doctorales como De parteras, partos y contactos: Una etnografía polifónica y acuerpada, de Yudy Robles Bohórquez en la Universidad Nacional de Colombia, Facultad de Ciencias Sociales, Escuela, de Estudios de Género.
Fue la creadora de la cartilla “Parteras Tradicionales y Plantas Medicinales en el Pacífico Colombiano”  
Fundadora, Presidenta y Representante Legal de la Asociación de Parteras Unidas del Pacífico ASOPARUPA (24 años).
Representante de las Parteras nacional e internacionalmente de la Red Nacional de Parteras Tradicionales de Colombia ante la Alianza Latinoamericana de Parteras (ALAPAR).
Fundadora y Directora Escuela Ciencias de la Salud (8 años) para fomenta la articulación de los saberes ancestrales y el conocimiento científico a partir de las normas y protocolos de la salud que rigen la práctica de Auxiliar en Enfermería. 
Coordinadora de la asociación Nacer, Crecer: Fundación Casa Holística Madre Luna (3 años). Rosmilda Quiñones, a través de la Fundación Madre Luna junto con la de la partera Liceth Quiñones, su hija, prestan un servicio en especial a la comuna 10 para proveer servicios de salud humanizados y de calidad a la niñez, mujeres, hombres y familias.  
Con Asoparupa ha realizado Encuentros Nacionales y Congresos Internacionales de Parteras.  
Crea la Red Nacional de Parteras Tradicionales. Las Parteras Coordinadoras de las Redes Latinoamericanas de Uruguay, Brasil, México, Argentina, Cuba y Estados Unidos y con representación de las Parteras Africanas (Zambia, Mozambique, Zimbabue, Somalia).

## Premios y reconocimientos
- Orden al Mérito Vallecaucano en grado Gran Cruz por su aporte al desarrollo y el fortalecimiento del Patrimonio Cultural de la región.
- Reconocimiento como una de los ‘Mejores 30 Líderes de Colombia 2014′, otorgado por revista Semana y la Fundación Liderazgo y Democracia, con el apoyo de Telefónica.[5]
- Rosmilda Quiñones recibió en el 2013 el reconocimiento del Ministerio de Cultura por su obra Manos de Partera.
- Galardón Mujer Vallecaucana, otorgado por la Gobernación del Valle del Cauca, Secretaria de Equidad de Género, Año 2011.
- Placa en reconocimiento a toda una vida de trabajo, Otorgado por la Alcaldía Distrital de Buenaventura, La Gran Familia ASOPARUPA, Empresas públicas y privadas, amigos, amigas y familiares. Año 2010
- Exaltación por la labor y lucha por el pueblo, Otorgado por El Pool Periodístico de TV YO PRODUCCIONES – Radio, Prensa, T.V e Internet. Año 2010